# Arethusana strumata
Arethusana strumata är en fjärilsart som beskrevs av Buresch 1918. Arethusana strumata ingår i släktet Arethusana och familjen praktfjärilar. Inga underarter finns listade i Catalogue of Life.